# Urginia morska

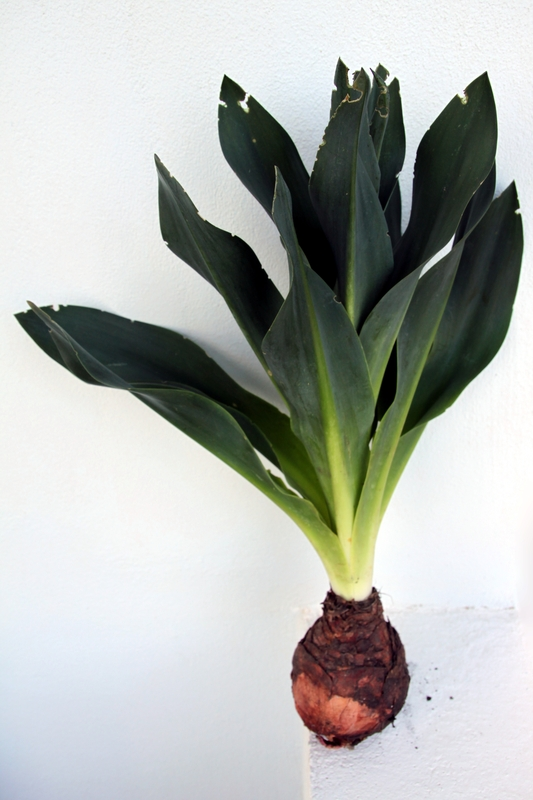

Urginia morska (Drimia maritima) – gatunek rośliny z rodziny hiacyntowatych. Ma wiele nazw zwyczajowych: ckliwica, cebula morska, oszloch morski, a w kulturze islamu określa się ją mianem „cebuli cmentarnej”. Roślina znana była już w czasach starożytnych. W starożytnym Egipcie cebulę morską nazywano „okiem Tyfona”.
Rośnie dziko w obszarze śródziemnomorskim: w Afryce Północnej (Algieria, Maroko, Libia, Tunezja), Europie Południowej (Portugalia, Francja, Albania, Jugosławia, Włochy, Grecja) i Azji Zachodniej (Cypr, półwysep Synaj, Izrael, Jordania, Syria, Turcja, Liban). Jest uprawiana w wielu krajach świata.

## Morfologia
PokrójRoślina o wysokości do 1 m. Czerwono nabiegła łodyga wyrasta z wielkiej cebuli osiągającej obwód do 25 cm. Jest ona tylko częściowo zagłębiona w ziemi, z zewnątrz okrywają ją rudawe łuski. Roślina posiada mocny, głęboko sięgający system korzeniowy.
LiścieOdziomkowe, szerokolancetowate.
KwiatyZebrane w gęste grono na szczycie łodygi. Pojedyncze kwiaty mają nieduży, białawy okwiat złożony z 6 białych, na grzbiecie zielonkawoczerwono nabiegłych działek, 6 pręcików i 1 słupka.

## Biologia i ekologia
Bylina. Kwitnie od sierpnia do października. Liście wyrastają dopiero po przekwitnięciu rośliny i zamierają wiosną. Okres spoczynku przypada na lato i wówczas roślina do inicjacji kwiatostanu potrzebuje silnego nasłonecznienia i wysokich temperatur w ciągu dnia.

## Zastosowanie
- Do XIX wieku urginia morska była uprawiana jako roślina lecznicza w celu pozyskania glikozydów nasercowych stosowanych w leczeniu chorób serca i poprawiających jego pracę. Później zastąpiła ją naparstnica, lepiej nadająca się do tego celu[10].
- Używano jej jako trutki na szczury[9].
- W krajach o ciepłym klimacie jest uprawiana jako roślina ozdobna. W Polsce uprawiana jest bardzo rzadko, gdyż jej uprawa w naszym klimacie jest zawodna. Roślina przystosowana jest bowiem do klimatu ciepłego (strefy mrozoodporności 8-10) i źle znosi wiosenne przymrozki[11].
- Talmud babiloński podaje, że ukorzenianie się pędów figowca pospolitego przyspieszano przez wetknięcie ich do cebuli urgini morskiej[10].

## Udział w kulturze
- U Żydów zakwitanie urgini morskiej wiązało się ściśle z rolniczym świętem Tu B'av (około 15 sierpnia)[10].
- F. N. Hepper, J. Maillat, S. Maillat (botanicy, znawcy roślin biblijnych) są zdania, że słowa o lilii w cytacie z Księgi Ozeasza14,6 („stanę się rosą dla Izraela, tak że rozkwitnie jak lilia”) odnoszą się do urgini morskiej[10].
- W krajach arabskich była i jest sadzona na grobach. W Grecji do dziś częsty jest zwyczaj obdarowywania się cebulą morską z okazji Nowego Roku.